# Марија Ферари
Марија Тереза Ферари (Буенос Ајрес, 11. октобар 1887 — Буенос Ајрес, 30. октобар 1956) била је аргентинска просветна радница, лекарка и активисткиња за права жена. Била је прва жена универзитетски професор у Латинској Америци и једна од првих жена којој је дозвољено да предаје медицину. Била је пионирски истраживач у области здравља жена, проучавајући употребу терапије зрачењем уместо операције тумора материце и развијајући вагиноскоп који је направио револуцију у здравственој заштити жена у Бразилу. Основала је прво породилиште и гинеколошке службе у војној болници у Буенос Ајресу 1925. године, које је пружило прве услуге инкубације новорођенчади у земљи.
Рођена је у богатој породици чији су преци били укључени у обезбеђивање независности Аргентине од Шпаније, и од ње се није очекивало да ради ван куће. Ипак, Марија Ферари не само да је изабрала каријеру, већ је инсистирала и на учешћу у медицинској професији у којој доминирају мушкарци. Прво је стекла диплому учитеља и постала учитељица у школи; затим је дипломирала медицину 1911. Након што је завршила специјализацију, пријавила се да предаје на универзитетском нивоу, али јој је уместо тога понуђено место професора на акушерској школи. Огорчена, 13 година се борила против предрасуда које су је спречавале да напредује у каријери. Године 1927, Фераријева је победила у својој борби и добила је место професора као заменик. Коначно, 1939. године добила је звање редовног професора.
Марија Ферари је предузела напредне медицинске студије у Европи и Сједињеним Државама, учећи пионирске технике које је донела назад у Аргентину. Студирала је праћење уринарног система на Медицинском факултету у Паризу, стекавши прву диплому икада дату жени. Дизајнирала је вагиноскоп, студирала терапију зрачењем на Институту Кири и урадила царски рез на Универзитету Колумбија. Она је била заслужна за увођење ових иновација у Аргентини и применила их је у породилишту и гинеколошкој јединици коју је основала у Војној болници. Ватрена феминисткиња, основала је Аргентинску федерацију универзитетских жена 1936. и залагала се за признавање грађанских и политичких права жена. Када је влада Аргентине направила конзервативни заокрет касних 1930-их, она је избачена из болнице, а касније, почетком 1950-их, и из наставе. Умрла је 1956. године.

## Младост и образовање
Марија Тереза Ферари Алварадо је рођена 11. октобра 1887. у Буенос Ајресу, Аргентина, у породици Каталине Алварадо и Давида Ферарија Вајта. Њена породица је била међу оснивачима Аргентине: њен прадеда по оцу, Гиљермо Пио Вајт, обезбедио је новац да помогне Уједињеним провинцијама Рио де ла Плате у победи над Шпанцима, а њен прадеда по мајци Рудесиндо Алварадо је служио у војсци Анда.
Марија Ферари се уписала у Нормалну школу бр. 1 у Буенос Ајресу, где је добила сертификат о предавачу 1903. За жену њене друштвене класе, плаћени рад је био необичан у то време. Подразумевало се да у случајевима финансијске нужде сиромашне жене могу да чувају децу или подучавају, јер се и једно и друго сматрало добротворним, али се од жена више класе очекивало да буду само супруге и мајке, које управљају својим домаћинствима. Игноришући конвенције, започела је каријеру у медицини, али и почела да предаје. Фераријева је предавала у колеџу Вилијам Морис и школи бр. 3 Бернардино Ривадавиа. Студирала је психологију у најсавременијој области познатој као "експериментална психологија" и примењивала је на својим часовима, што је навело власти да покрену истрагу о њеним методама наставе. Дозвољено јој је да настави да предаје, јер су се њене технике мотивисања ученика и подстицања на учење показале ефикасним.
Године 1904. Марија Ферари је уписала медицинску школу на Националном универзитету у Буенос Ајресу док је наставила да предаје. У историји Аргентине било је још пет жена које су стекле медицинске дипломе, и иако њен упис није био пожељан, није постојао правни преседан који би забранио њен пријем. У својој првој години, била је распоређена да ради као асистент Хоакину Ламбиасу у његовом истраживању патологије, које је инспирисало њено даље учешће у медицинским истраживањима. Фераријева је добила диплому медицине 1911. године.
Исте године се удала за другог дипломираног лекара, Николаса М. Гаудина. Након тога, понекад је Фераријева била позната као Марија Тереза Ферари де Гаудино или једноставно Марија Тереза де Гаудино. Године 1918. пар је добио своје једино дете, Маурија Николаса Гаудина.

## Каријера

### Борба за универзитетско професорско место
Године 1914. Фераријева је почела да ради на акушерској клиници болнице Рамос Мехија у Буенос Ајресу. Пријавила се да предаје акушерство на универзитету, али је одбијена. У протоколу Honorable Consejo Directivo од 23. јуна 1915. је наведено: „Упркос својим квалификацијама, из физиолошких и психолошких разлога особе женског пола не испуњавају потребне услове за ангажовање као професори на Факултету (медицине)“. Следеће године јој је било дозвољено да предаје на Акушерској школи, али ово није имало статус и акредитиве као професор на универзитету. Када се 1919. појавило место за алтернативно професорско место, Фераријева се поново пријавила на универзитет, али је наишла на отпор. Чланови Honorable Consejo Directivo-а су одлагали са сазивањем поротника да попуне упражњено место до 1925. године, мењајући доказе, игноришући препоруке и избегавајући одлуку. Она је 1926. године послала комитету детаљан преглед својих достигнућа, наводећи да је предавала у средњим школама 20 година и да је 15 година посветила својој области медицине, и да је девет година похађала универзитетске курсеве. Један саветник, др Сперони, пошто је прочитао њене квалификације, послао је поруку декану са молбом да је приме јер је квалификована, показала посвећеност, а школа нема довољно особља. Тек 1927. године поротници су се састали и са тринаест према два гласа одобрили су њену молбу за замену професора. Вест о првој жени универзитетској професорки у Латинској Америци доспела је на насловне стране широм земаља шпанског говорног подручја. Новине у Аргентини, Италији и Шпанији објавили су приче о њеном тријумфу.
У међувремену, Марија Ферари је наставила студије уместо да чека одлуку. Између 1921. и 1923. посетила је многе европске клинике, укључујући установе у Аустрији, Белгији, Енглеској, Француској, Немачкој и Италији. Била је помоћни лекар на клиници Марија Кири у Паризу, као и у болници Колумбија за жене у Вашингтону. Медицински факултет у Паризу доделио јој је прву диплому икада додељену жени за студије праћења уринарног система. Године 1924. дизајнирала је вагиноскоп, који је био много лакши за стерилизацију и који је био прилагодљивији вишеструким спекулама од претходних модела. Уређај је значајно побољшао услуге доступне женама у Бразилу, а проналазак је представљен чланцима у Journal of Gynecology and Obstetrics of Rio de Janeiro. Иновација је освојила Велику награду на Congreso Hispano Lusitano Americano de Ciencias Médicas 1924. одржаном у Севиљи, у Шпанији.
Марија Ферари је била посебно заинтересована за истраживање алтернатива хирургији, а њене студије о терапији зрачењем на Институту Кири постале су основа за тезу из 1928. на тему „Лечење тумора материце зрачењем“. Године 1925. именована је за делегата аргентинске владе на Првом конгресу о заштити деце у Женеви. Једна од главних тема конференције била је обука бабица у порођајној и хигијенској пракси. Када јој је коначно одобрено место професора и када се вратила у Аргентину, 11. августа 1927. одржана је прослава у Џокеј клубу Буенос Ајреса којој је присуствовао министар унутрашњих послова Хосе П. Тамборини; директор болнице Милитар, Алберто Левен; њен ментор истраживања, Хоакин Ламбиас; и многе колеге, чланови породице и пријатељи. Фераријева је именована за шефа гинекологије и породилишта у Војној болници у Буенос Аиресу, на којој је дужности била до 1939. године.

### Развој у средини каријере
Фераријева је 1929. путовала у Мексико, Сједињене Државе и Канаду, студирајући осам месеци и похађајући конференције. У Сједињеним Државама, учествовала је на царском резу на Универзитету Колумбија, поставши прва Аргентинка која је оперисала у Вашингтону. Беба рођена као резултат операције добила је име „Аргентина“. Године 1930. служила је као аргентински делегат на VII медицинском конгресу Латинске Америке одржаном у Мексику и председавала је првом генералном седницом. Изложила је три рада; један се односио на туморе материце, а друга два на сифилис. Била је и делегат на 2. конгресу Панамеричког медицинског удружења у Панами. Између 1930. и 1932. вратила се у Сједињене Државе ради додатних студија, које су се фокусирале на колибацилозу, сепсу, породиљску грозницу и истраживање да ли би вакцине могле да се развију како би спречиле развој стања која су резултат порођаја или побачаја.
Фераријева је 1936. године основала Аргентинску федерацију универзитетских жена како би побољшала друштвени и правни положај жена и, посебно, отворила образовна врата. Ангажовала је професионалне жене, укључујући лекаре, стоматологе и адвокате и организовала научне и културне дискусије и семинаре. Федерација је имала редовне курсеве француског, немачког, физичког васпитања и математике, које је нудила за својих скоро 100 чланова. Од интереса су била политичка и грађанска ограничења која су угрожавала каријере ових жена, а званична изјава организације подржала је право гласа као „не пуку политичку тежњу за жене, већ стварно право које се стиче патњом, радом и лишавањем жена...“ Године 1938, аргентинска организација се придружила Међународној федерацији универзитетских жена, која је послужила као инспирација Марији Ферари.

### Војна болница и каснија каријера
Марија Ферари је 1925. позвана да помогне жени у војној служби током порођаја у Централној војној болници у Буенос Ајресу, која није имала гинеколошку јединицу. Након што је предложила да се таква развије, Фераријева је успоставила објекат са једним креветом и донирала опрему и залихе. У јуну те године војни лист је почео да објављује да су гинеколошке услуге доступне од понедељка до петка у болници. Како су  жене војници постале свесне услуга, раст је био експоненцијалан. У року од пет година, Фераријева је проширила услугу на два спрата на којима је било породилиште са две порођајне собе, сопствени објекат за стерилизацију, јединица за опоравак и четрдесет кревета у приватним собама. Такође је развила малу затворену просторију са пречишћеним ваздухом и инкубатором, прву те врсте у Аргентини. Фераријева је у Аргентину донела технике које је научила у иностранству. Иако се радиологија у другим деловима света радила деценијама, постојао је отпор да је спроводе професионалци без искуства. Фераријева је инсистирала да то треба увести и борити се против досадашње праксе хируршких решења за све случајеве, залажући се да се операција користи само када је то апсолутно неопходно. Свечаности поводом десетогодишњице породилишта присуствовали су министар војске, генерални директор здравља, директор болнице и други високи званичници, као и деца рођена у претходних десет година, заједно са својим породицама. Комисија жена маринаца које су добиле услугу од Фераријеве јединице дала је значајну донацију. Упркос њеном успеху, атмосфера у болници је остала непријатељска.

### Политички прелазак на конзервативизам ремети каријеру
Након државног удара Хозеа Феликса Урибуруа из 1930. са преласком земље на конзервативнији став током злогласне деценије, Фераријева је на крају била приморана да напусти болницу 1939.
Њено разочарење што је морала да напусти болницу надокнадило се 1939. године, када је коначно постала редовни професор, добивши титулу „Profesor Extraordinario“ Акушерског факултета. Током 1940-их наставила је школовање, путујући на Кубу, Њујорк, Пенсилванију, Перу и Порторико, објављујући своја истраживања у разним часописима. Године 1946. дала је оставку на место председника Аргентинске федерације универзитетских жена, али је наставила да представља организацију на конференцијама, као што је конференција којој је присуствовала у Гватемала Ситију 1947.
Након 43 године наставе у Нормалној школи бр. 3, Ферари је била приморана да се пензионише од стране Министарства просвете јер је одбила да учествује у фонду за политичке доприносе. Од ње је такође затражено да поднесе оставку на место професора психологије на колеџу Вилијам Морис. Године 1952, уместо да се придружи присталицама Перониста и изда своје идеале, она се потпуно пензионисала. Када је изабран, Перон је покренуо огромну ревизију здравственог система Аргентине. Именовао је Рамона Кариља за свог министра здравља. У почетку су додавани болнички кревети, уведени програми вакцинације, покренута кампања против маларије и учињена друга побољшања. Међутим, до раних 1950-их, било је јасно да се политике неједнако примењују, да је примена била нестална, а политички кронизам је радио против пружања здравствених услуга онима којима је најпотребнија. Две године након што је Фераријева поднео оставку, Кариљо је дао оставку, разочаран администрацијом Перона.

## Националне професионалне припадности
Марија Ферари је била пуноправни члан Аргентинског удружења хирурга, Аргентинског медицинског удружења и Аргентинског удружења за акушерство и гинекологију Буенос Ајреса. Такође је била дописни члан Друштва за медицину и хирургију Рио де Жанеира.
Марија Ферари је умрла 30. октобра 1956. у Буенос Ајресу.

## Изабрана дела
Радови Марије Ферари су били на француском или шпанском језику и оцртавали су њена истраживања о разним научним и гинеколошким темама. Они су укључивали следеће:
- „Contribución al estudio de la medicación hipofisiaria en Obstetricia” (на језику: Spanish). Buenos Aires: Facultad de Ciencias Médicas. 1912.
- „Infecciones puerperales. Tratadas por vacunas Coli” (на језику: Spanish). Buenos Aires: Anales de Sociedad de Obstetricia y Ginecología. 1914.
- „Vagido Uterino” (на језику: Spanish). Buenos Aires: Revista Argentina Obstetricia y Ginecología. 1917.
- „Tumores del ovario complicando el embarazo, el parto y el puerperio” (на језику: Spanish). Buenos Aires: La Semana Médica. 1921.
- „Siphilis et Mortalité” (на језику: Spanish). Buenos Aires: La Semana Médica. 1922.
- „Traitement de la sténose du col de l'uterus par Tige Iribarbe” (на језику: French). Paris: Boletín de la Société de Gynecolegie et d’Obstetrique de París. 1923.
- „Vaginoscopio” (на језику: Spanish). Buenos Aires: La Semana Médica. 1924.
- „Tratamiento de los Fibromas Uterinos por Radio”. Las Ciencias Buenos Aires (на језику: Spanish). Buenos Aires: AG Bufarrini. 1928.
- „El Radio en la Fibromatosis Uterina” (на језику: Spanish). Buenos Aires: La Semana Médica. 1932.
- „El Radio frente a la cirugía en el Tratamiento de los Fibromas uterinos”. Acción Médica (на језику: Spanish). Buenos Aires. 22. 1939.
- „Mme. Curie, la Radioactividad y sus proyecciones en a Física y la Terapéutica”. Vox Médica (на језику: Spanish). Buenos Aires. 10. 1941.
- „570 casos de Fibromas Uterins traités avec succés par la Curieteherapie” (на језику: French). Paris: Revue Gynecolegie et Ostetrique. 1947.
- „Fibromas Uterins traits avec success par la Curietherapie” (на језику: French). Praxis: Journal Suisse de Medicine. 1948.
- „Tratamiento de la Fibromatosis Uterina por el Radio” (на језику: Spanish). 7. Madrid: Toco Ginecología Práctica. 1948.